# Claymore

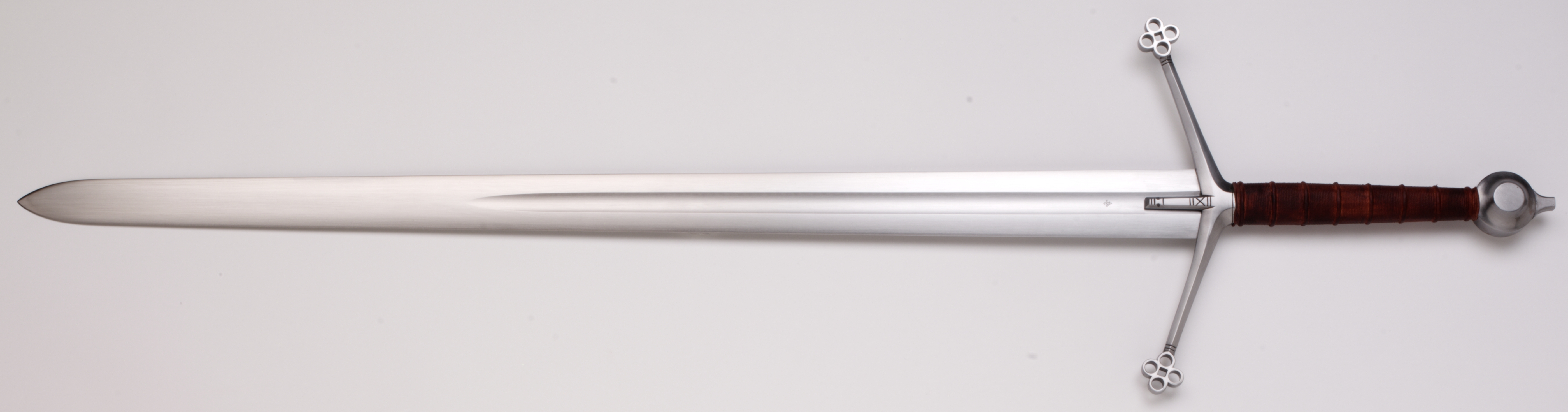
Miecz dwuręczny claymore

Claymore (szk. gael. claidheamh mòr lub claidheamh dà làimh; pol. wielki miecz) – szkocki miecz dwuręczny z XV – XVII wieku.

## Charakterystyka
Claymore charakteryzuje się długą prostą głownią o przekroju trójkątnym lub soczewkowatym jednostajnie zwężającym się ku szczytowi. Jelec o ramionach skośnych, pochylających się ku głowni i wymodelowanych trójbocznie, zakończonych ażurowymi rozetkami oraz wąsami ujmującymi część zastawy. Uchwyt rękojeści kolisty z głowicą o rysunku koła. Miecze te zdobiono rzadko, służyły wyłącznie do walki. 
Typowy claymore mierzył ok. 140 cm, przy czym ok. 33 cm stanowiło rękojeść, a 107 cm - głownia. Waga była zbliżona do 2,5 kg. 

## Historia
Claymore był tradycyjną bronią szkockich górali używaną w okresie od XV wieku. Ostatnią bitwą, podczas której prawdopodobnie zostały wykorzystane dwuręczne claymore'y, była bitwa o Killiecrankie w 1689 r. podczas powstania jakobitów. W XVII wieku został wyparty przez pałasze o tej samej nazwie.
Niekiedy używanie tego miecza  błędnie przypisuje się szkockiemu bohaterowi narodowemu - Williamowi Wallace'owi (za sprawą popularności filmu Braveheart. Waleczne serce w reżyserii Mela Gibsona). Wallace zginął jednak na długo przed pojawieniem się mieczy tego typu.